# Bilen (film fra 1966)
 For alternative betydninger, se Bilen. (Se også artikler, som begynder med Bilen)
Bilen er en kortfilm fra 1966 instrueret af Finn Karlsson.